# Kerehalli, Alur
Kerehalli là một làng thuộc tehsil Alur, huyện Hassan, bang Karnataka, Ấn Độ.